# Mato Neretljak
Mato Neretljak (Orašje, 3 juni 1979) is een Bosnisch-Kroatisch gewezen voetballer, die als laatst speelde voor NK Zadar, op huurbasis van HNK Rijeka.

## Carrière
Mato Neretljak speelde tussen 1999 en 2012 voor Orašje, NK Osijek, HNK Hajduk Split, Suwon Samsung Bluewings en Omiya Ardija. Hij tekende in 2012 bij HNK Rijeka. Op de slotdag van de transferperiode vertrok Neretljak op huurbasis naar de eersteklasser NK Zadar. In 2014 beëindigde de Bosnische-Kroaat zijn voetballoopbaan.

### Kroatisch voetbalelftal
Mato Neretljak debuteerde in 2001 in het Kroatisch nationaal elftal en speelde 10 interlands, waarin hij 1 keer scoorde. Neretljak kon ook uitkomen voor het voetbalelftal van Bosnië en Herzegovina, vanwege zijn Bosnische wortels.